# Осипенко Дмитро Михайлович
Дмитро Михайлович Осипенко (біл. Дзмітрый Міхайлавіч Асіпенка, рос. Дмитрий Михайлович Осипенко, нар. 12 грудня 1982, Мінськ, БРСР) — білоруський футболіст, нападник дзержинського «Арсенала».

## Біографія

### Початок кар'єри
У 2000 році почав кар'єру футболіста в складі мінського «Трактора». Пізніше виступав у столичному «Локомотиві», потім перейшов в «Сморгонь».
З 2007 по 2010 рік захищав кольори ФК «Мінськ». У складі «городян» став бронзовим призером чемпіонату країни.

### «Ворскла»
В січні 2011 року підписав дворічний контракт з українською «Ворсклою». 5 березня дебютував за полтавців у матчі чемпіонату України проти «Металіста» (0:0), відігравши усі 90 хвилин. 14 липня дебютував у складі «Ворскли» в кваліфікації Ліги Європи. Восени 2011 року залишив «Ворсклу», так як втратив місце в складі. Всього зіграв 15 матчів в українській Прем'єр-лізі (2 голи) і одну гру в національному кубку (1 гол).

### «Шахтар»
Наприкінці січня 2012 року підписав контракт з солігорським «Шахтарем», де швидко став основним нападником. У сезоні 2012 року став найкращим бомбардиром чемпіонату і виграв срібні медалі. У сезоні 2013 року став виступати на позиції атакуючого півзахисника. З 12 голами став другим бомбардиром чемпіонату після Віталія Родіонова і знову отримав срібло.
У грудні 2013 року продовжив контракт з «Шахтарем». Сезон 2014 починав як нападник, але потім поступився місце Миколі Янушу, а сам став використовуватися як фланговий півзахисник. У підсумку забив лише 4 голи за сезон.
В січні 2015 року стало відомо, що Осипенко не буде виступати за солігорський клуб в сезоні 2015 року. 25 січня було офіційно оголошено про розставання з гірниками.

### «Граніт»
В січні 2015 року перебував на перегляді в молдавській «Дачії», але контракт так і не був укладений. Пізніше інтерес до Осипенка виявляли різні білоруські клуби, як «Торпедо-БелАЗ», «Мінськ», «Слуцьк» та «Німан».
В результаті в березні 2015 року Осипенко підписав контракт з новачком вищої ліги мікашевичським «Гранітом».

### Повернення до «Шахтаря»
Утім у складі «Граніта» не зміг продемонструвати гру, яку від нього очікував тренерський штаб команди, і вже на початку 2016 року повернувся до Шахтаря. За сезон 2016 року взяв участь у 21 грі першості, за яку забив лише один гол, після чого залишив команду з Мікашевичів на правах вільного агента. 

### Подальша кар'єра
На початку 2017 року став гравцем «Іслочі», за яку грав до серпня наступного року.
Після деякої перерви на початку 2019 року знайшов варіант продовження кар'єри, ставши гравцем дзержинського «Арсенала» с другого білоруського дивізіону.

## Досягнення

### Клубні
- Переможець Другої ліги чемпіонату Білорусі: 2001
- Переможець Першої ліги чемпіонату Білорусі (2): 2004, 2008
- Бронзовий призер чемпіонату Білорусі (2): 2010, 2014
- Срібний призер чемпіонату Білорусі (2): 2012, 2013
- Володар Кубку Білорусі: 2013-14

### Індивідуальні
- Найкращий бомбардир Чемпіонату Білорусі: 2012 (14 голів)
- У списку 22 найкращих гравців чемпіонату Білорусі (2): 2012, 2013